# Javier Montiel
Javier Montiel Llaguno (Ciudad de México, 17 de mayo de 1954) es un violista y compositor mexicano, más conocido por ser integrante del Cuarteto Latinoamericano.

## Biografía

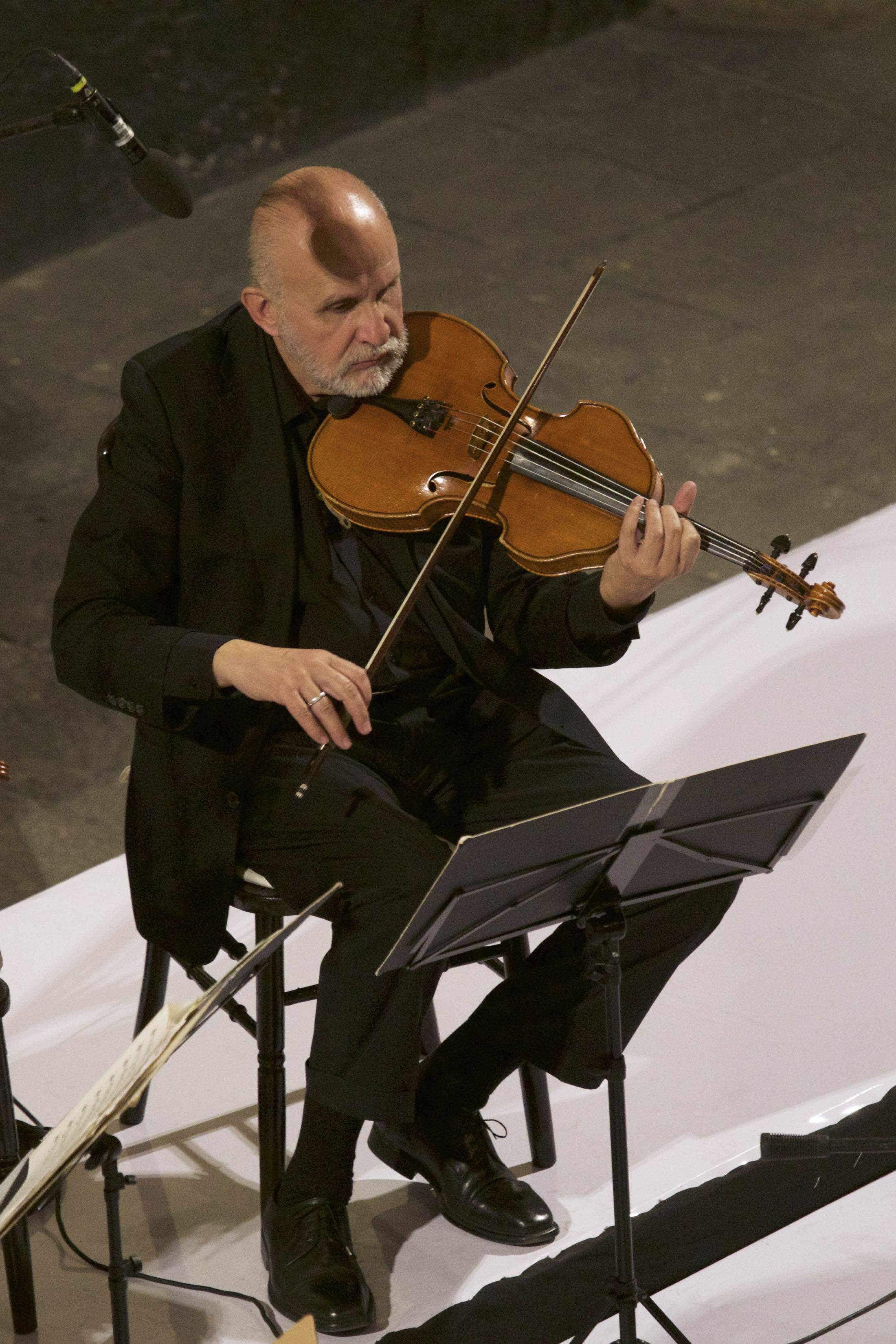
Javier Montiel en un concierto del Cuarteto Latinoamericano

Javier Montiel nació el 17 de mayo de 1954 en la Ciudad de México, dentro de una familia musical.

### Estudios musicales
Estudió en el Conservatorio Nacional de Música, donde se graduó en 1978 como violista concertista. Estudió también violín con Ivo Valenti y Vladimir Vulgman. Con Gela Dubrova estudió viola, así como perfeccionamiento técnico con Jorge Risi.
Es aficionado a la música de los Beatles, de la cual suele impartir cursos de apreciación.

### Carrera musical
A los 19 años ingresó a la Orquesta Sinfónica Nacional. Fue violista principal de la Orquesta de Solistas de México de Eduardo Mata. En 1980 se integró a la Orquesta Filarmónica de la Ciudad de México, donde permaneció hasta 1981.
En 1981 formó, junto a Jorge Risi, Álvaro Bitrán y Arón Bitrán, el Cuarteto Latinoamericano, en el que más adelante se integraría Saúl Bitrán, reemplazando a Risi. Antes de ingresar al cuarteto, Montiel tenía poca experiencia con respecto a la música de cámara, ya que era sobre todo atrilista, director de coros y compositor. Eligieron a Javier Montiel porque además tenía buena relación con el resto del conjunto.
Ha sido violista solista en la Orquesta Juvenil Carlos Chávez, en la Orquesta Sinfónica del Estado de México, en las orquestas de Guanajuato, de Morelia, la Orquesta Filarmónica de la UNAM, la Orquesta de Cámara de Bellas Artes, entre otras.
Como compositor, ha escrito obras para viola y piano, violonchelo y piano, ciclos de canciones para voz y piano, un concierto para viola y orquesta, así como obras para conjuntos de cámara. Realizó una pieza basada en el Capricho n.º 24 de Paganini, para cuarteto de cuerdas, dedicada al Cuarteto Latinoamericano, y el cual ha servido de encore para sus conciertos. Asimismo ha realizado arreglos para artistas como Ramón Vargas, Fernando de la Mora y Eugenia León.
Javier Montiel señala que las obras de cámara que más le han impactado son el Quinteto para clarinete de Brahms, el Quinteto para dos violonchelos de Schubert, el cuarteto de cuerdas 'La muerte y la doncella' de Schubert y Black angels de George Crumb.
En 2016, el Cuarteto Latinoamericano ganó su segundo Grammy Latino, con el álbum ' El Hilo invisible', junto con Jaramar Soto, con arreglos de canciones sefardíes que realizó Javier Montiel y Juancho Valencia.

### Trabajo docente
Ha sido profesor de violín, viola y música de cámara en distintas instituciones de México, como el Conservatorio Nacional de Música, la Escuela Superior de Música, en el Conjunto Cultural Ollin Yoliztli y la Escuela Nacional de Música de la UNAM.
Asimismo, ha sido profesor de la asignatura de viola en la Escuela de Artes de la Benemérita Universidad Autónoma de Puebla, aunque antes impartió un curso sobre los Beatles en la misma institución.